# Szántó György (író)
Szántó György (Vágújhely, 1893. június 7. – Budapest, 1961. szeptember 11.) József Attila-díjas magyar író.

## Életpályája
Szülei: dr. Szántó Zsigmond és Popper Franciska voltak. Tanulmányait Lugoson kezdte, majd a budapesti Műegyetem építészeti karára iratkozott be. Az első világháború miatt tanulmányait meg kellett szakítania. A fronton harcolt, ahol homloksebet kapott, majd jobb szemére megvakult. Miután hazatért, festészettel foglalkozott. A kolozsvári román operaház díszlet- és jelmeztervezője volt 1920-ban, utána gyógykezelésre Bécsbe költözött, de nemsokára bal szemére is megvakult. Aradon telepedett le 1924-ben, 1925–1926 között a Periszkop című folyóiratot szerkesztette. 1929-ben az Erdélyi Helikon tagja volt. A gáz című regényét 1932-ben Az Írás című folyóiratban kezdte közölni, majd a lap megszűnése miatt az Aradi Közlönyben folytatta. 1942–1944 között Budapesten élt, majd 1947-ben immár végleg Budapestre költözött. Főleg ifjúsági és történelmi regényeket írt, melyekben a merész szerkesztésmód gazdag festőiséggel párosul.

## Magánélete
1921-ben Aradon házasságot kötött Brandeis Adéllal. Így ő lett a „látó szeme”, egész életében támogatta férje írói kiteljesedését. Gyerekük nem született. Szántó György vakon megtanult gépelni, a szerkesztői utómunkát, javításokat felesége végezte. Élete vége felé budapesti lakásuk afféle irodalmi szalonként is működött.

## Művei
- Sebastianus útja elvégeztetett. Regény; Reclam Ny., Arad, 1924
- A kék lovas; Genius, Arad, 1924
- Szántó György–Kóra-Korber Nándor: Schumannal a Carnavalban; Ingusz Ny., Arad, 1925
- Bábel tornya. Regény; Brassói Lapok, Brassó, 1926
- Mata-Hari. Regény; Minerva Ny., Cluj-Kolozsvár, 1928 (Erdélyi Szépmíves Céh III.)
- A földgömb. Történelmi regény; Dante, Bp., 1929 (Halhatatlan könyvek)
- A bölcső. Regény; Dante, Bp., 1929
- Utolsó hajnal, első hajnal. Történelmi regény; Dante, Bp., 1930
- Toni ringbe áll; in: Nyíl regényújság, 1932/21. sz.
- Jazzband; in: Nyíl regényújság, 1933/27. sz.
- Stradivari. Regény, 1-2.; Erdélyi Szépmíves Céh, Kolozsvár, 1933
- Élő múlt. Regény; Révai, Bp., 1933
- Fekete éveim. Regény; Erdélyi Szépmíves Céh, Kolozsvár, 1934 (Az Erdélyi Szépmíves Céh 10 éves jubileumára kiadott díszkiadás)
- Aranyágacska. Regény; Révai, Bp., 1935
- Sátoros király. Történelmi dráma; Globus Ny., Bp., 1936 (Krónika a Nemzeti Színház műsorkísérő füzetei)
- Meléte, 1-2.; Révai, Bp., 1938 (Magyar regények)
- Volgadal. Regény; Erdélyi Szépmíves Céh, Kolozsvár, 1939 (Erdélyi Szépmíves Céh XI.)
- Elillant évek; Új Erdélyi Könyvek, Oradea, 1940
- Hajdútánc. Regény; Singer és Wolfner, Bp., 1942
- Kassák Lajos: Tavaszi felhők / Nagy Lajos: Prof. Csizmadia / Szántó György: Erdélyi biedermeier / Szép Ernő: Karacsné nagyasszony; Grafika Ny., Nagyvárad, 1942 (Örök betűk)
- Öt fekete holló. Regény; Tibor, Bp., 1943
- Ötszáz pengő. Regény; Új Idők, Bp., 1944
- Temesvár felé... Regény; Árkádia, Arad, 1946
- Messiások. Regény; Bárd, Bp., 1947
- Rézváros; Aurora Ny., Bp., 1948 (Express regények)
- Metropolis. Regény; Irodalmi és Színházi kft., Bp., 1949?
- Nászinduló. Regény; Bárd, Bp., 1948 (Szép írások)
- A boszorkány; Athenaeum, Bp., 1950
- Esze Tamás talpasai; Ifjúsági Kiadó, Bp., 1951
- A kék rózsa; Ifjúsági Kiadó, Bp., 1951 (Fiatalok könyvtára)
- Az Alapiak kincse; Ifjúsági, Bp., 1952
- Majtény után. Regény; Ifjúsági, Bp., 1953 (Hazáért és szabadságért)
- Kastély. Történelmi regény, 1-2.; Ifjúsági, Bp., 1955
- Csőd; Magvető, Bp., 1955
- Mozart kutyája. Regény; Ifjúsági, Bp., 1956
- Laokoon, avagy A valóság és képzelet határa; Magvető, Bp., 1957
- Nelli néni öröksége. Regény; Móra, Bp., 1957
- Az ötszínű ember; Magvető, Bp., 1960
- A három vaskorona. Népmondák; Móra, Bp., 1960
- A javíthatatlan javító. Robert Owen; Móra, Bp., 1961
- Szántó György két regénye. A beszélő festmény. Weimari árnyjáték; Magvető, Bp., 1963
- A tibeti biblia. Elbeszélések; Móra, Bp., 1975
- Fekete éveim / Öt fekete holló; Kriterion, Bukarest, 1982